# AEGON Pro Series Edgbaston
L'AEGON Pro Series Edgbaston è un torneo professionistico di tennis giocato su campi in cemento indoor. Fa parte dell'ITF Women's Circuit e dell'ITF Men's Circuit. Si gioca annualmente a Edgbaston nel Regno Unito.

## Albo d'oro

### Singolare femminile
| Anno | Campionessa       | Finalista          | Punteggio     |
| ---- | ----------------- | ------------------ | ------------- |
| 2012 | Renata Voráčová   | Harriet Dart       | 6–4, 6–2      |
| 2013 | Ekaterina Byčkova | Angelica Moratelli | 6–4, 6–3      |
| 2014 | Çağla Büyükakçay  | Pauline Parmentier | 6–4, 2–6, 6–2 |

### Doppio femminile
| Anno | Campionesse                   | Finaliste                           | Punteggio        |
| ---- | ----------------------------- | ----------------------------------- | ---------------- |
| 2012 | Anna Fitzpatrick Jade Windley | Martina Kubičíková Chantal Škamlová | 6–2, 6–3         |
| 2013 | Kristina Barrois Ana Vrljić   | Richèl Hogenkamp Stephanie Vogt     | 6–4, 7–62        |
| 2014 | Jocelyn Rae Anna Smith        | Magda Linette Amra Sadiković        | 3–6, 7–5, [10–4] |

### Singolare maschile
| Anno | Campionessa       | Finalista      | Punteggio     |
| ---- | ----------------- | -------------- | ------------- |
| 2013 | Laurynas Grigelis | Joris De Loore | 6–3, 1–6, 6–0 |

### Doppio maschile
| Anno | Campionesse                  | Finaliste                  | Punteggio        |
| ---- | ---------------------------- | -------------------------- | ---------------- |
| 2013 | Luke Bambridge George Morgan | Scott Clayton Jonny O'Mara | 7–5, 4–6, [10–7] |